# Staurophora immaculata
Staurophora immaculata là một loài bướm đêm trong họ Noctuidae.